# Клигман, Мария Марковна
Мари́я Ма́рковна Кли́гман (8 июля 1908, Киев — 12 декабря 1994, Санкт-Петербург) — советский кинорежиссёр научно-популярного и документального кино. Заслуженный деятель искусств РСФСР (1969).

## Биография
Родилась 25 июня (по старому стилю) 1908 года в Киеве в семье инженера-механика Марка Гиршовича (Григорьевича) Клигмана (?—1935) и Енты (Евгении) Моисеевны Клигман (в девичестве Гурфинкель, ?—1944). К 1917 году семья переехала в Петроград, где проживала по улице Захарьевской, дом № 9. Окончила киноотделение Ленинградского фотокинотехникума в 1929 году. Тогда же начала работать в кино помощником ассистента режиссёра. Режиссёр киностудии «Лентехфильм» («Леннаучфильм» — с 1946 года), одна из авторов цикла фильмов «Жизнь замечательных людей» о выдающихся учёных современности. Выступала как режиссёр искусствоведческих фильмов, автор сюжетов для выпусков кинопериодики «Наука и техника». Участница многих кинофестивалей.
Член Союза кинематографистов СССР (Ленинградское отделение).
Похоронена на Преображенском еврейском кладбище (участок 0-4 ст., место 906) рядом с родителями и братом.

### Семья
Брат — Сергей Маркович Клигман (10 сентября 1902—1942), кинооператор на студии «Ленфильм», арестован в 1937 году, осуждён в 1938 году по 58-й статье, скончался в тюрьме Златоуста от скоротечной чахотки. Реабилитирован в 1956 году. У неё были также братья Арнольд (13 июля 1897 —?) и Константин (25 июля 1900 —?).
Дядя — Исаак Григорьевич Клигман, присяжный поверенный в Воронеже.

## Фильмография
- 1935 — Фотоэлемент в кино
- 1938 — Публичной библиотеке 150 лет
- 1940 — Покорённый полюс
- 1940 — Сокровищница культуры
- 1941 — Рождение радио
- 1945 — Восстановим наш родной город
- 1946 — К вам приедет помощник
- 1947 — Русские кружевницы
- 1948 — Записные книжки Чехова
- 1948 — Школа русской электротехники[21]
- 1950 — Пушкин в Михайловском
- 1950 — Художник Федотов
- 1950 — Ранние повести Гоголя
- 1951 — Живопись Вл. Маковского
- 1952 — Некрасов в редакции журнала «Современник»
- 1954 — Записные книжки А. П. Чехова[22]
- 1955 — Ленинград
- 1956 — Глазами художника
- 1956 — Навстречу песне
- 1959 — Боевой карандаш
- 1959 — Театр зовёт
- 1964 — Дальний поиск
- 1965 — Мир открывается в капиллярах
- 1966 — В глубины живого[23]
- 1966 — Мы будем управлять жизнью
- 1968 — Можно ли остаться равнодушным
- 1968 — Ритмы революции
- 1969 — Страница 100 (совместно с Г. Бруссе)
- 1970 — Искусство улиц и площадей[24]
- 1972 — Архитектор Растрелли[25]
- 1975 — И заговорили немые породы
- 1975 — Над раскрытым томом Ленина
- 1976 — Сюрпризы зрячих молекул
- 1977 — Взрыв конструирует молекулы / Взрыв в химическом реакторе[26]
- 1977 — Красный хлеб
- 1978 — Пароль во Вселенную[27]
- 1979 — Процесс художественного творчества
- 1979 — Художник Кибрик[28]
- 1980 — Максим Горький
- 1981 — Рядом с реставратором (также автор сценария)[29]
- 1982 — Художник Александр Иванов[30]
- 1984 — На режиссёрских уроках профессора Г. А. Товстоногова
- 1985 — Ступени в подземное царство. Кольская сверхглубокая (совместно с И. Райзис)
- 1986 — Искусство акварели
- 1986 — Создание лекарственных средств
- 1987 — Сковороды
- 1988 — Актёры и роль
- 1989 — …И в праздники, и в будни…[31]
- 1990 — Соучастник судьбы / Максимилиан Волошин[32]
- 1991 — Легенда о великом инквизиторе[33]
- 1992 — Лики Петра Великого[34]
- 1992 — Прогулка при закате

## Награды и премии
- 1966 — Ломоносовская премия за фильм «Мир открывается в капиллярах»[6];
- 1967 — Государственная премия РСФСР имени братьев Васильевых за фильм «В глубины живого»[6];
- 1967 — Ломоносовская премия за фильм «В глубины живого»[6];
- 1969 — заслуженный деятель искусств РСФСР[6];
- 1983 — орден Дружбы народов[источник не указан 978 дней].

## Память
Кадры с М. М. Клигман и другими ветеранами студии вошли в документальный фильм «Ветераны. Память сердца» (1995; «Леннаучфильм»).